# Presidentvalet i Finland 1937

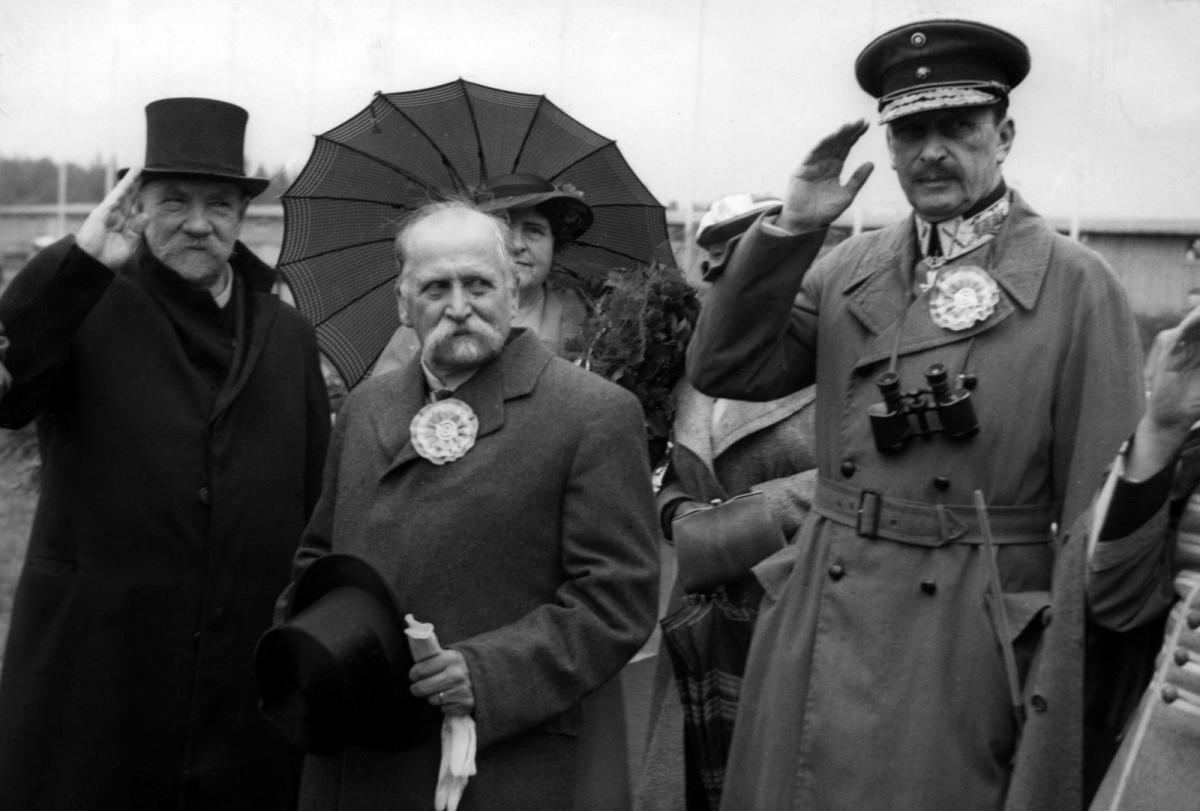
Kyösti Kallio (i mitten), Finlands president 1937-1940, med företrädaren Pehr Svinhufvud (till vänster), Finlands president 1931-1937, och marskalk Gustaf Mannerheim (till höger; som senare också blev Finlands president 1944-1946).

Presidentvalet i Finland 1937 ledde till att Kyösti Kallio från Agrarförbundet (nuvarande Centern) valdes till president för en mandatperiod på sex år. Kallio avgick från presidentposten av hälsoskäl 1940.
15-16 januari 1937 skedde val bland allmänheten till ett elektorskollegium som i sin tur utsåg presidenten. Tidigare presidenten Kaarlo Juho Ståhlberg saknade en röst för att vinna i första omgången. I andra omgången vann Kyösti Kallio, som vid detta tillfälle var statsminister.
Det elektorskollegium som valdes 1937, utsåg också president 1940 och 1943.

## Politisk bakgrund

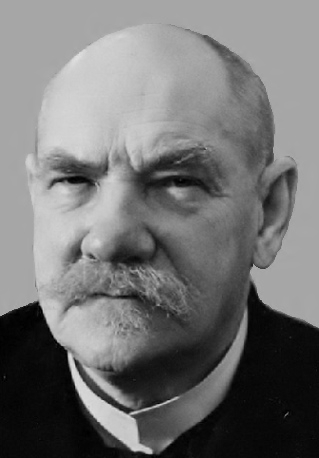
Pehr Evind Svinhufvud, Finlands president 1931-1937.

En av de frågor som spelade roll i valrörelsen var att president Pehr Evind Svinhufvud från Samlingspartiet i september och oktober 1936 hade vägrat att låta Socialdemokraterna att ingå i regeringen, trots att Socialdemokraterna då var det största partiet i Finland. Statsminister Kallio var å sin sida villig att samarbeta med Socialdemokraterna. En annan politisk fråga gällde fördelningen av det ökade ekonomiska välståndet mellan olika samhällsgrupper, framför allt arbetare och jordbrukare.
En knapp tredjedel av elektorerna stödde ursprungligen den socialdemokratiska kandidaten Väinö Tanner, men drog slutsatsen att han inte hade någon möjlighet att vinna i elektorskollegiet. Däremot kunde hans elektorer förmodligen avgöra vem som skulle bli president. Sittande presidenten Svinhufvud hade också stöd av en knapp tredjedel av elektorerna, inklusive elektorer från Svenska folkpartiet. Både Kallio och tidigare presidenten Kaarlo Juho Ståhlberg hade stöd av vardera en knapp femtedel av elektorerna. Kallio var dock den som kunde tolereras av flest elektorer som ursprungligen stödde en annan kandidat. Detta innebar att han i den andra omröstningen fick stöd av de socialdemokratiska elektorerna, som i första omröstningen stödde Ståhlberg, och av Ståhlbergs moderata elektorer. Detta innebar att Kallio vann med klar marginal i andra omröstningen. Bidragande orsaker till Kallios seger var minskade ideologisk splittring jämfört med början av 1930-talet, Finlands ökade ekonomiska välstånd, ökad samverkan mellan Agrarpartiet och Socialdemokraterna och minskat stöd för högerkrafterna.

## Resultat

### Val till elektorskollegiet
| Parti                            | Röster    | Andel  | Mandat |
| -------------------------------- | --------- | ------ | ------ |
| Socialdemokraterna               | 341 408   | 30,7 % | 95     |
| Elektorsalliansen för Svinhufvud | 240 602   | 21,6 % | 63     |
| Anhängare av Kallio              | 184 668   | 16,6 % | 56     |
| Elektorsalliansen för Ståhlberg  | 141 897   | 12,8 % | 36     |
| Svenska folkpartiet              | 102 250   | 9,2 %  | 25     |
| Fosterländska folkrörelsen       | 90 378    | 8,1 %  | 23     |
| Svenska vänstern                 | 10 743    | 1,0 %  | 2      |
| Övriga                           | 700       | 0,1 %  | 0      |
| Ogiltiga och blanka röster       | 3 058     | –      | –      |
| Summa                            | 1 115 704 | 100 %  | 300    |
| Källa: Nohln & Stöver            |           |        |        |

### Elektorskollegiets röster
| Kandidat               | Parti            | Första omgången | Första omgången | Andra omgången | Andra omgången |
| Kandidat               | Parti            | Röster          | Andel           | Röster         | Andel          |
| ---------------------- | ---------------- | --------------- | --------------- | -------------- | -------------- |
| Kaarlo Juho Ståhlberg  | Framstegspartiet | 150             | 50,0 %          | 19             | 6,3 %          |
| Pehr Evind Svinhufvud  | Samlingspartiet  | 94              | 31, 3%          | 104            | 34,7 %         |
| Kyösti Kallio          | Agrarförbundet   | 56              | 18,7 %          | 177            | 59,0 %         |
| Summa                  | Summa            | 300             | 100 %           | 300            | 100 %          |
| Källa: Nohlen & Stöver |                  |                 |                 |                |                |